# Список фобій
Це перелік фобій і упереджень, які закінчуються на «-фобія» (від дав.-гр. φόβος).

## Алфавітний список

### А
- аблютофобія — страх купання, прання або чищення
- автоматонофобія — страх ляльок, манекенів, воскових фігур та технічних антропоморфних виробів
- агірофобія (дромофобія) — страх вулиць, перетинати вулицю
- агорафобія — страх простору, відкритих місць, площ, натовпів людей, ринків
- аграфобія (контрелтофобія) — страх сексуальних домагань
- аерофобія (авіафобія, авіатофобія) — страх польотів
- айлурофобія (галеофобія, гатофобія) — страх кішок
- айхмофобія — страх гострих предметів
- аквафобія — страх води
- акрібофобія — страх не зрозуміти прочитаний текст
- акрофобія — страх висоти
- акустикофобія (лігірофобія, фонофобія) — страх гучних звуків
- алгофобія — страх болю
- аллодоксофобія — страх перед думкою оточуючих
- амаксофобія — нав'язливий страх перед поїздкою або вже в процесі водіння колісного транспорту
- аміхофобія — надмірний страх ушкодження шкіри, наприклад, подряпинами. Один із варіантів — страх поранення пазурами. Може проявлятись у поведінці як бажання уникати тварин (кішок, собак, цуциків, кошенят). Для осіб, які мають серйозні алергічні реакції на бліх або шерсть тварин, аміхофобія цілком виправдана і виконує захисну функцію.[1]
- андрофобія — страх чоловіків
- антофобія — страх квітів
- антропофобія — страх людей або компанії людей, форма соціальної фобії
- апейрофобія — страх нескінченності
- апекдиктофобія (апендицитофобія) — нав'язливий страх апендициту
- апіфобія — страх бджіл, ос; окремий випадок зоофобії
- арахнофобія — страх павуків; випадок зоофобії
- астрафобія (астрапофобія, бронтофобія, кераунофобія або тонітрофобія) — страх грому та блискавок
- атихіфобія — страх зробити помилку, отримати негативну оцінку своїх дій
- аутофобія — страх самотності, залишатися на самоті
- афефобія — див. гаптофобія
- ахлуофобія — див. ніктофобія

### Б
- батеофобія — див. акрофобія
- батофобія — страх глибини
- белонофобія — див. айхмофобія
- беллумофобія — страх війни, військових дій і всього пов'язаного з війною
- біфобія — упередження, ненависть чи страх бісексуальних людей
- бронтофобія — див. астрафобія

### В
- вегафобія (вегефобія) — страх або ненависть до веганів та веганок
- венустрофобія — страх красивих жінок[2]
- вермінофобія — страх бактерій, мікробів, заразитися
- вомітофобія — див. еметофобія

### Г
- галеофобія, гатофобія — див. айлурофобія
- галітофобія — страх неприємного запаху з рота
- гаптофобія (афефобія, гафефобія, гафофобія, гапнофобія, гаптефобія, тіксофобія) — страх дотику оточуючих людей
- гексакосіойгексаконтагексафобія — страх числа 666
- геліофобія (гелеофобія) — страх сонця, сонячного світла
- гелотофобія — страх стати об'єктом жартів, насмішок
- гемофобія (гематофобія, гемафобія) — страх крові
- генофобія — страх сексу, сексуальних контактів
- геронтофобія (гераскофобія) — страх або ненависть до літніх людей або до власного старіння
- гермофобія — див. мізофобія
- герпетофобія — страх рептилій, плазунів, змій; окремий підтип зоофобії
- гетерофобія — страх протилежної статі
- гефірофобія — страх мостів
- гідрозофобія — страх спітніти
- гідрофобія — страх води (специфічний симптом, який виникає у хворих на сказ)
- гілофобія (ксілофобія, ніктогілофобія, хілофобія) — страх лісу, заблукати в лісі
- гімнофобія — страх щодо оголеності або вигляду оголених частин тіла
- гінекофобія (гінефобія, гінофобія) — страх жінок
- гіпенгіофобія — страх взяти на себе відповідальність (часто виникає у чоловіків, коли партнерка завагітніла)
- гіппопотомонстросескіпедалофобія — страх перед складними або довгими словами (назва села Лланвайрпуллґвінґіллґоґерихвирндробуллллантісіліоґоґоґох)
- гіппофобія — страх коней; випадок зоофобії
- глоссофобія (пейрафобія) — страх публічного виступу
- гнозіофобія (епістемофобія) — страх знання/пізнання
- гомофобія  — упереджена неприязнь чи ненависть до людей гомосексуальної орієнтації
- гоплофобія (хоплофобія) — страх зброї
- гравідофобія — страх зустрічі з вагітною, вагітності
- граматофобія — страх функціональної неграмотності, бути осміяними в зв'язку з цим

### Д
- дейпнофобія — страх перед розмовами під час прийому їжі
- демофобія (охлофобія) — страх скупчення людей, натовпу
- дентофобія (одонтофобія) — страх стоматологів, лікування зубів, підтип ятрофобії
- децидофобія — страх приймати рішення
- дидасклейнофобія — страх ходити до школи[джерело?]
- дисморфофобія — страх, несприйняття чи ненависть до власної зовнішності, вигляду тіла
- дромофобія — див. агірофобія

### Е
- ейсоптрофобія (спектрофобія) — страх власного відображення в дзеркалі
- еклуофобія — див. ніктофобія
- еметофобія[en] (вомітофобія) — страх блювання
- ергазіофобія[en] — страх оперувати (у лікарів-хірургів)
- ергофобія[en] — страх працювати, здійснювати які-небудь дії
- еритрофобія[de] — страх почервоніння обличчя (почервоніти на людях)
- еротофобія — страх сексу або питань про секс
- ерофобія[3] — страх розмов про секс, перед інтимними подіями (ситуаціями)
- ефебіфобія — страх підлітків

### З
- зоофобія — страх тварин

### І
- іатрофобія — див. ятрофобія
- інсектофобія — страх комах; випадок зоофобії
- Інтернетофобія

### К
- канцерофобія (кацерофобія) — нав'язливий страх захворіти на рак
- кетонурофобія — нав'язливий страх кетонурії (появи ацетону в організмі)[джерело?]
- кераунофобія — див. астрафобія
- кінофобія — страх собак; випадок зоофобії
- клаустрофобія — страх замкнутого простору
- клептофобія — страх вкрасти або бути обкраденими[джерело?]
- клімакофобія (клімактофобія) — страх ходьби сходами, сходів
- коїтофобія — див. генофобія
- контрелтофобія — див. аграфобія
- копрофобія — страх фекалій
- коулрофобія — страх клоунів
- ксенофобія — страх перед кимось чи чимось невідомим
- ксілофобія — див. гілофобія

### Л
- лесбофобія — упередження, неприязнь чи ненависть до лесбійок та лесбійства
- лігірофобія — див. акустикофобія
- лікофобія — страх вовків; окремий випадок зоофобії
- лісофобія — нав'язливий страх захворіти на сказ
- логофобія (вербофобія) — страх говорити публічно або з незнайомими людьми

### М
- мегалофобія — страх великих предметів, будівель, споруд
- мізофобія (гермофобія) — страх заразитися інфекційним захворюванням, бруду, дотику до навколишніх предметів
- мірмекофобія — страх мурашок; окремий випадок зоофобії
- мусофобія — страх мишей, пацюків (див. зоофобія)

### Н
- некрофобія — страх трупів та похоронних засобів
- неофобія[en] — страх нового, змін
- ніктогілофобія — див. гілофобія
- ніктофобія[en] (ахлуофобія, скотофобія, еклуофобія) — страх темряви, ночі
- номофобія — страх залишитися без мобільного телефону, без зв'язку
- нозофобія[en] — страх захворіти
- нозокомефобія[en] — страх лікарень
- нудофобія — патологічний страх оголеності

### О
- одонтофобія — див. дентофобія
- ойкофобія — страх будинку, повернення додому
- орнітофобія — страх птахів і їх пір'я; випадок зоофобії
- осмофобія[en] — страх тілесних запахів
- офідіофобія[en], або офіофобія — страх змій; окремий випадок герпетофобії
- охлофобія — див. демофобія

### П
- панфобія[en] (панафобія, панофобія, пантофобія) — страх всього або постійний страх з невідомої причини
- парурез — страх сечовипускання на людях[джерело?]
- параскаведекатріафобія — страх календарного збігу п'ятниця 13-го[4]
- педіофобія — страх ляльок
- педофобія — будь-який нав'язливий страх дітей або виробів, що їх імітують
- пейрафобія — див. глоссофобія
- пеніафобія — страх бідності, зубожіння, бідних
- пірофобія — страх вогню, пожеж, загибелі від вогню (див. танатофобія)
- плутофобія — страх багатства, страх перед накопиченням грошей, намагання від них найшвидше позбутись, намагання бути бідним
- продітіофобія — страх бути зрадженими[5]

### Р
- радіофобія — страх радіації
- росіянофобія(русофобія) — упередження, неприязнь чи ненависть до росіян та Росії

### С
- сейсмофобія — страх землетрусів
- синкопофобія — страх знепритомніти
- сколеціфобія — страх черв'яків, заразних комах; випадок зоофобії
- скопофобія[en] (скоптофобія) — страх пильного розглядання іншими
- скотофобія — див. ніктофобія
- сомніфобія — страх спати
- соціофобія — страх суспільства, контактів, оцінки оточуючими
- спектрофобія — 1) страх привидів
- спектрофобія — 2) те ж, що ейсоптрофобія (страх дзеркал)
- субмеханофобія — страх штучних об'єктів, що частково або повністю знаходяться під водою

### Т
- танатофобія — страх смерті
- тафофобія — нав'язливий страх поховання живцем, похоронів
- телефонофобія[en] — страх телефону, очікування телефонного дзвінка
- тетрафобія — страх числа 4
- тиреопатолофобія — нав'язливий страх захворювань щитоподібної залози
- тіксофобія — див. гаптофобія
- токсикофобія — страх отруїтися
- токофобія (малевзіофобія) — страх перед пологами, часто виправданий
- тонітрофобія — див. астрафобія
- травматофобія[en] — страх травми
- трипанофобія[en] — страх голок та уколів
- трипофобія — страх кластерних отворів (скупчення отворів)
- трискайдекафобія (тердекафобія) — страх числа 13
- трихофобія — страх потрапляння волосся в їжу, на одяг, на поверхню тіла

### У
- уранофобія — страх дивитися в небо, спостерігати за небесними об'єктами або астрономічними явищами.[6]

### Ф
- фагофобія[en] — страх ковтання, вдавитися їжею
- фармакофобія — страх лікуватися, приймати ліки
- філофобія[3] — страх закохатися
- фетфобія — неприязнь, страх чи ненависть до товстих людей, набору ваги, ожиріння
- фобофобія (фобіофобія) — страх фобій (страхів), появи симптомів страху, страх зазнати переляку
- фонофобія — див. акустикофобія
- фріггатріскаідекафобія — див. параскаведекатріафобія

### Х
- хілофобія — див. гілофобія
- хемофобія — страх хімії
- хронофобія — страх часу

### Я
- ятрофобія — страх лікарів, лікування в медичних установах